# 1985 QD6
1985 QD6 eller (52263) 1985 QD6 är en asteroid i huvudbältet som upptäcktes den 24 augusti 1985 av den rysk-sovjetiske astronomen Nikolaj Tjernych vid Krims astrofysiska observatorium på Krim.